# Martin Jondo

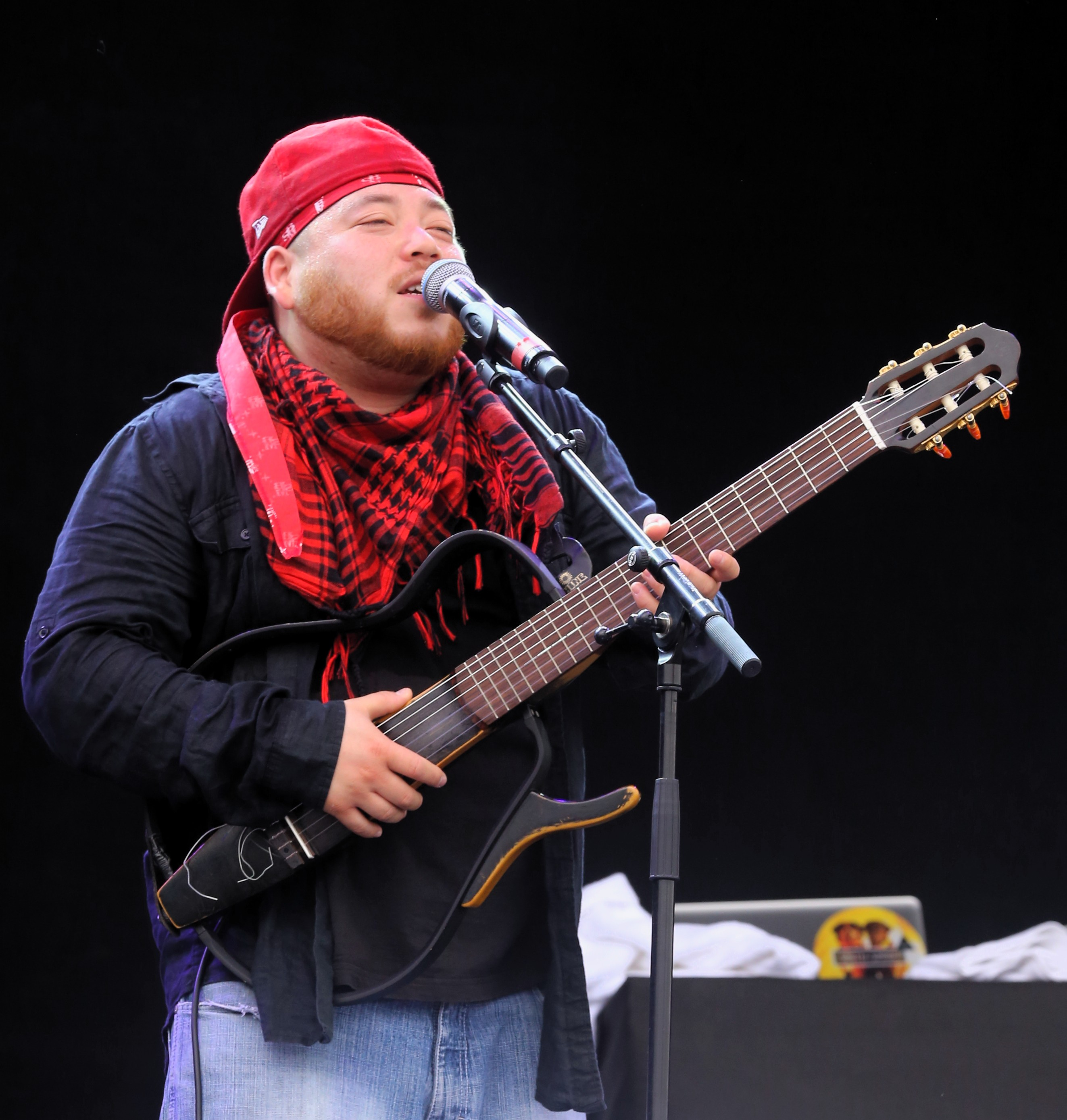
Martin Jondo (2013)

Martin Jondo, född 1979, är en tysk roots reggae-artist.
Hans mamma kommer från Korea och hans pappa är tysk. Han spelar gitarr och vill göra sina egna låtar.
2002 när Jondo var i tjugoårsåldern gjorde han sin första turné, med reggae artisten Gentleman. Jondo hoppade av skolan och blev osams med sina föräldrar.
Varje spelning blev han upplockad på scen av Gentleman och det var då han för första gången sjöng låten Rainbow Warrior live.
Rainbow Warrior skrev han i Berlin utan en tanke på att någonsin få framföra den för sådan stor publik.

## Några av Martin Jondos låtar
- Jah Gringo twiift"
- Hold on
- Rainbow warrior
- The one
- All I ever know
- Are you really waiting
- Clearly med Gentleman och Tamika
- Just the other day
- Guiltiness
- Caught in a ghetto
- Rainy days feat Gentleman
- trendy gismoquack
- Rise up

Album
- 2006: Echo & Smoke
- 2009: Pure
- 2010: Sky Rider
- 2012: Freedom Fighters